# Matas Maldeikis

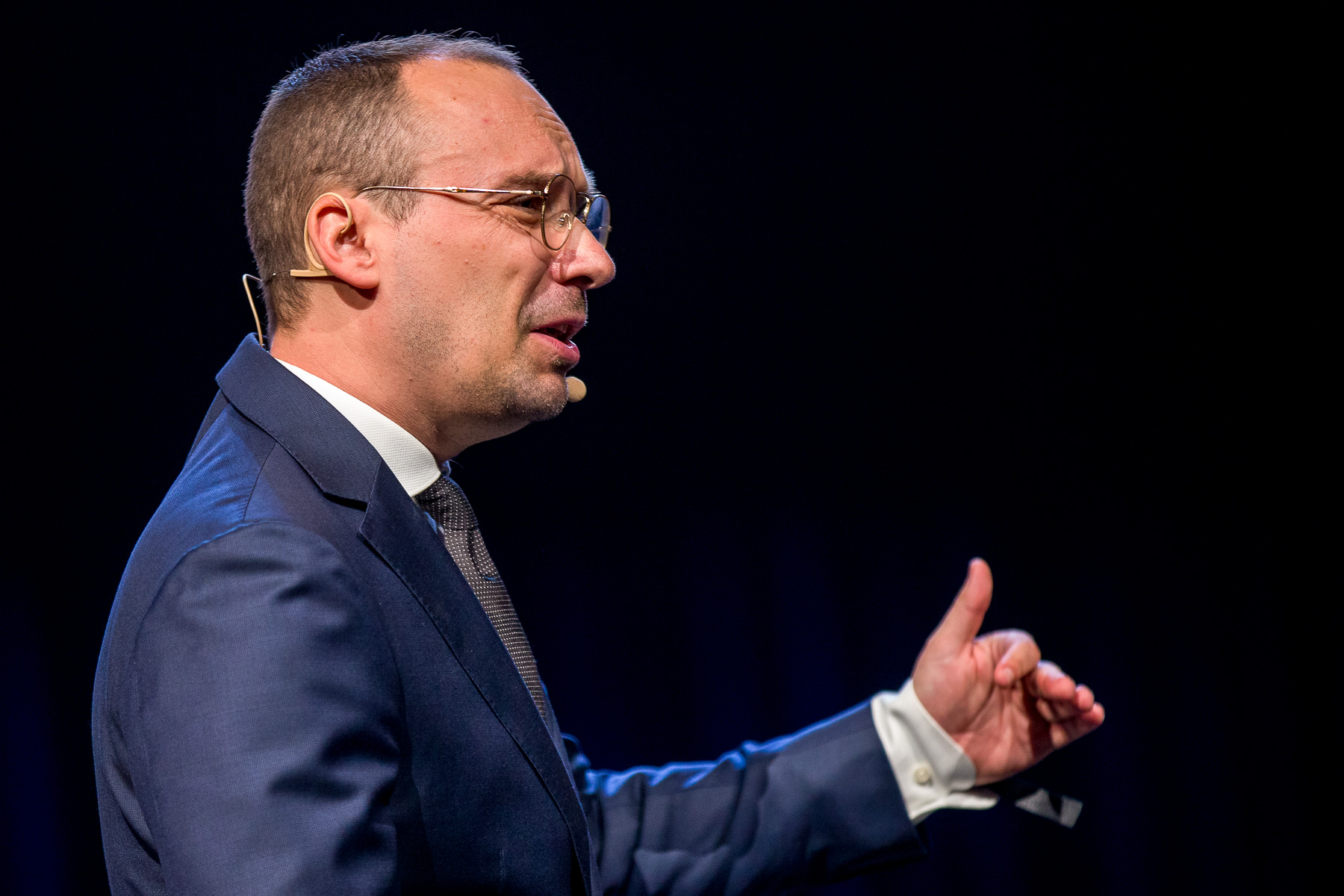

Matas Maldeikis (* 19. Juni 1980 in Vilnius) ist ein litauischer konservativer Politiker, seit 2020 Seimas-Mitglied.

## Leben
Nach dem Abitur in Vilnius absolvierte Matas Maldeikis von 1998 bis 2002 ein Bachelorstudium der Politikwissenschaft an der Vytauto Didžiojo universitetas in Kaunas und von 2004 bis 2006 das Masterstudium an der Vilniaus universiteto Tarptautinio verslo mokykla. Von 2016 	bis 2020 war er Seimas-Vertreter bei der EU und 2020 Berater des Seimas-Oppositionsführers. Bei Parlamentswahl in Litauen 2020 wurde er in der TS-LKD-Liste ins litauische Parlament ausgewählt.

## Familie
Matas Maldeikis ist verheiratet und hat einen Sohn.
Sein Vater ist Eugenijus Maldeikis  (* 1958),  liberaler Politiker, früher Mitglied des Europäischen Parlaments für die Partei Liberalų demokratų partija, Wirtschaftsminister Litauens und Seimas-Mitglied. 
Seine Mutter ist Aušra Maldeikienė (* 1958), Ökonomin, parteiunabhängige Politikerin, Publizistin, Wirtschaftspädagogin, seit Juli 2019 ist sie Mitglied im Europaparlament. 